# Henk Ulrici
Johan Heinrich Christoffel (Henk) Ulrici (Bussum, 20 december 1921 – Mallorca, 29 januari 2005) was een Nederlands kapitein der infanterie van het Indische leger, onder meer verzetsstrijder tijdens de Tweede Wereldoorlog en ridder in de Militaire Willems-Orde.

## Loopbaan
Ulrici volgde de Koninklijke Militaire Academie en werd vervolgens benoemd tot tweede luitenant. Onder de schuilnaam "Eric" maakte hij in de rang van eerste luitenant tijdens de Tweede Wereldoorlog deel uit van de K.P. (knokploegen) in Amersfoort (onder de naam verzetsgroep Erica). In bezet Nederland saboteerde hij de Duitse oorlogsinzet door het opblazen van spoorlijnen in het Gooi en bij Amersfoort. Hij liet verder onder meer een seinhuis met telexapparaten van de Gestapo en de SD in de lucht vliegen maar werd uiteindelijk gepakt en door de Duitsers in Kamp Amersfoort vastgezet. Ulrici werd na de oorlog in Engeland opgeleid tot commando-parachutist en vertrok vervolgens als vrijwilliger naar Nederlands-Indië; hij gaf later als reden hiervoor op dat zijn zuster in een jappenkamp had gezeten.

## Depot Speciale Troepen (DST)
Met oog op verdere versterking van het Depot Speciale Troepen werd een nieuw, ruimer kamp toegewezen, enkele km’s oostelijk van Batavia en niet ver van de postweg Batavia-Bandoeng. Voor de oorlog was op deze vrij eenzaam gelegen locatie een rubberonderneming van schoenfabrikant BATA gesticht met de toepasselijke naam KALIBATA. Dit nieuwe kampement werd zo goed mogelijk ingericht voor de komst van de Celebes gangers. Enkele weken na aankomst in het nieuwe kamp werd de tweede luitenant Henk Ulrici toegevoegd. De houding van Ulrici tegenover de andere officieren bleek geen succes. Vooral het feit dat hij niet aan de commando opleiding wilde deelnemen sprak niet direct in zijn voordeel. Dit was een doorn in het oog van de instructeurs en van de commandant kapitein Westerling. Westerling gaf aan dat een commando opleiding geheel vrijwillig was, maar wie deze training niet had gevolgd kreeg geen groene baret!

## Korps Speciale Troepen (KST)

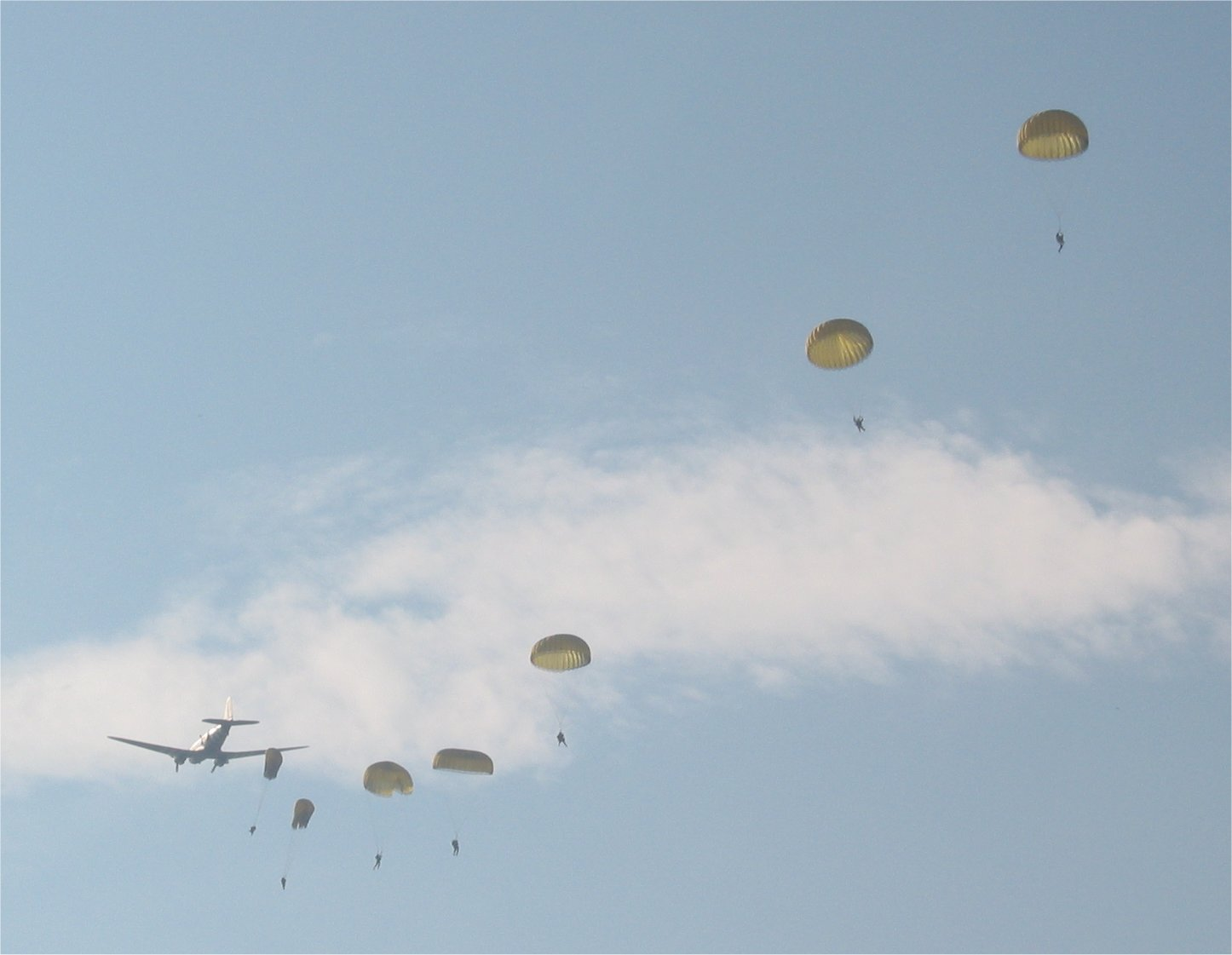
Parachutisten springen uit een Dakota

Op 5 januari 1948 werd het Korps Speciale Troepen en het Depot Opleidingen van het Korps opgericht, beiden onder leiding van kapitein Westerling. Het Korps bleef in Batoedjadjar, het nieuwe Depot werd gelegerd te Poerabaja (bij Padalarang). Ulrici werd de luitenant-adjudant van Westerling. Op 4 februari 1948 volgde Ulrici luitenant Dresens op als commandant van het Depot Opleidingen. Na het vertrek van Westerling eind 1948 was Van Beek persoonlijk door Spoor aangesteld om het Korps Speciale Troepen om te vormen tot een eenheid voor de luchtlandingacties op Djocja. Het algemene niveau van het korps moest dus omhoog. Onmiddellijk na zijn aantreden begon van Beek aan zijn zuiveringsactie. Militairen (zowel officieren als manschappen) die hij tot de inner circle van Westerling rekende werden nog voor de 2e politionele actie uit het korps verwijderd. Dat waren er heel wat, wanneer men zich realiseert dat er een hele "Compagnie Eric" uit samengesteld kon worden, inclusief de commandant van die nieuwe compagnie Eric, de eerste luitenant Ulrici. Tegelijk trok hij een aantal dynamische en vechtlustige officieren aan waaronder Trieling, J.C.A. Faber en Nix die ogenblikkelijk de groene baret kregen uitgereikt hoewel zij geen commando opleiding hadden gevolgd. Toen van Beek in oktober 1948 bij het korps arriveerde vond hij in Ulrici van meet af aan een felle tegenstander. Ulrici protesteerde met klem tegen de aanstelling van officieren door van Beek die wel een groene baret gingen dragen maar geen commando opleiding hadden gevolgd en evenmin bereid waren die bij het Depot Opleidingen van Ulrici te gaan volgen. Maar ook zonder protesten had hij vermoedelijk ook het veld moeten ruimen. Van Beek liet Ulrici echter tot na de 2e politionele actie ongemoeid, Ulrici kon tijdens de acties niet worden gemist. Tijdens de Tweede Politionele actie onderscheidde Ulrici zich als lid van het Korps Speciale Troepen bij de luchtlandingsoperaties rond Jogjakarta en op Sumatra in december 1948, maar na afloop ervan werd Ulrici alsnog direct door van Beek uit het Korps verwijderd.
Kort hierop kondigde van Beek op 23 maart 1949 zijn eigen vertrek aan en werd hij opgevolgd door luitenant-kolonel J. Borghouts. Het Korps had onder van Beek zijn meest enerverende periode meegemaakt. Van Beek was als commandant van het korps niet geliefd, beter misschien uitermate gehaat.

## "Compagnie Eric"
Het was aan generaal Engles te danken dat hij kort na zijn verwijdering uit het Korps Speciale Troepen een nieuwe missie te vervullen kreeg. De inmiddels tot kapitein bevorderde Ulrici was in 1949 actief op West-Java. Gedurende de periode van 13 maart tot en met 9 augustus 1949 was hij actief als commandant van de speciale groep "Compagnie Eric", waar hij verschillende acties leidde tegen benden aldaar; aan zijn leiding was het te danken dat verschillende verzetslieden konden worden opgepakt en een grote hoeveelheid wapens, munitie en documenten werd buitgemaakt, terwijl aan Nederlandse zijde slechts twee man sneuvelden. Acties waaraan Ulrici meedeed en waarbij hij zich onderscheidde waren:
- Van 8-11 april 1949 bij kampong Leutjang;
- Van 21-23 april 1949 bij de kampongs Tjirabak en Kaboejoetan 2;
- Van 20 tot 24 mei 1949 bij kampong Telesak 1;
- Op 27 mei 1949 bij kampong Tjitjabar (of Tjatjabar);
- Van 10-17 juni 1949 bij kampong Mantjagar, Tjinjasak en Tantilam;
- Op 9 augustus 1949 bij Tjiloetoeng-Girang; hier kwam hij als patrouillecommandant tijdens zijn opsporingspogingen van de schuilplaats van een berucht bendeleider in zeer moeilijk terrein tegen 20 goed opgestelde gewapende bendeleden van diens stafkwartier te staan maar wist op beleidvolle wijze op te treden. Op het juiste ogenblik ging hij, nadat hij een handgranaat geworpen had, met de bij zijn patrouille ingedeelde officier-pelotonscommandant en twee Indonesische soldaten tot de stormaanval over, waarbij de bendeleden werden neergehaald.

In augustus 1949 kregen de speciale eenheden van Ulrici en Tivadar Spier van de generale staf van het Indische leger en van de Koninklijke Landmacht opdracht om deserteur Poncke Princen uit te schakelen. Princen wist bij die actie door het raam te vluchten maar zijn vrouw werd in de strijd gedood. Tijdens deze actie kreeg Ulrici het dagboek van Princen in handen.

## Decoratiën

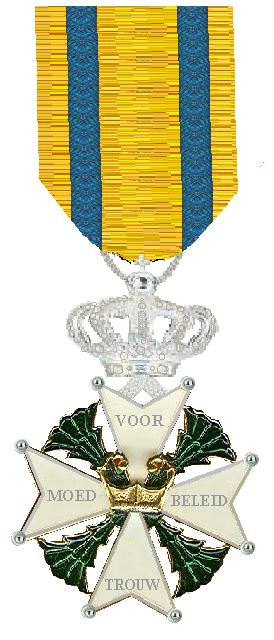
Ridderkruis der Militaire Willems-Orde

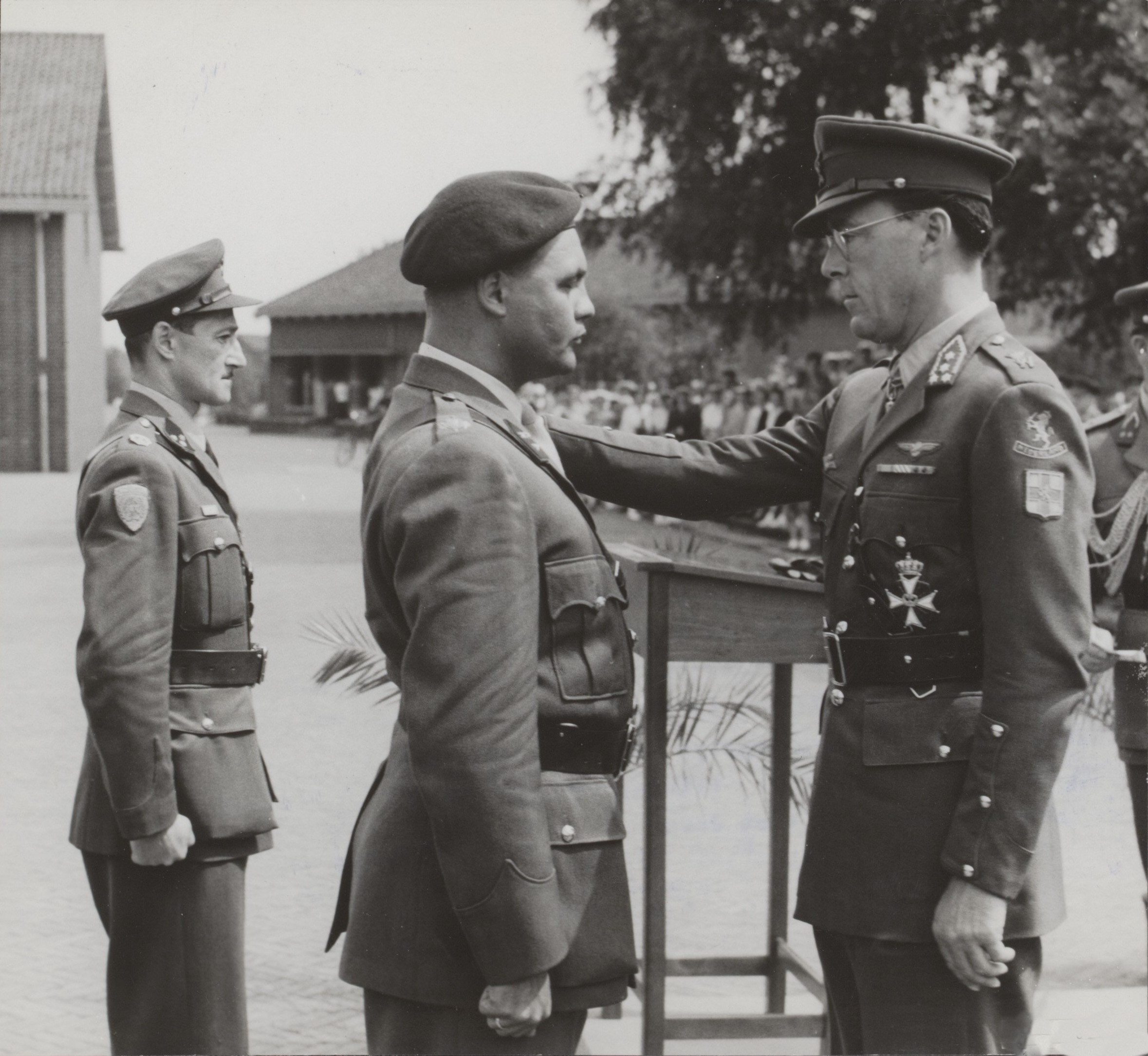
Uitreiking ridderorde door prins Bernhard (12 juli 1955)

Voor bovengenoemde handelingen verkreeg Ulrici bij Koninklijk Besluit van 3 oktober 1953 nummer 19 de Militaire Willems-Orde. In het Koninklijk Besluit waarin deze benoeming werd vastgelegd staat, behalve een passage over zijn verzetswerk: dat het aan zijn voortreffelijke, van grote voortvarendheid en onverschrokken doorzettingskracht getuigende leiding van deze maandenlang schier rusteloos voortgezette acties tegen het bendewezen in het Pasoendanse te danken was dat vele op de voorgrond getreden verzetslieden onschadelijk konden worden gemaakt of gevangengenomen en een aanzienlijke hoeveelheid wapens, munitie en documenten kon worden buitgemaakt, terwijl slechts eenmaal aan eigen zijde twee gesneuvelden te betreuren vielen.
Ulrici werd op 12 juli 1955 daadwerkelijk in de Militaire Willems-Orde opgenomen. De plechtigheid vond plaats in de Frederik Hendrikkazerne te Vught. Ulrici en Tivadar Spier ontvingen toen beiden de onderscheiding persoonlijk van prins Bernhard, waarbij de prins ook de gebruikelijke ridderslag gaf. Behalve ridder in de Militaire Willems-Orde was Ulrici officier in de Orde van Oranje-Nassau, drager van het Verzetsherdenkingskruis, het Ereteken voor Orde en Vrede met vier gespen en het Mobilisatie-Oorlogskruis. Zijn eerdere onderscheidingen voor dapperheid, de Bronzen Leeuw en het Bronzen Kruis werden bij de benoeming in de Militaire Willems-Orde ingetrokken. Ulrici vroeg en verkreeg met ingang van 1 augustus 1955 eervol ontslag uit de militaire dienst; hij was toen werkzaam bij het Regiment Limburgse Jagers. Hij exploiteerde later het golfslagbad De Branding in Doorwerth. Tijdens de Vietnamoorlog (in 1965) werd hem nog gevraagd zijn gedachten te laten gaan over een Nederlands vrijwilligerscorps dat deel zou moeten nemen aan de oorlog in Zuid-Vietnam.
In een later commentaar stelde hij dat dr. L. de Jong Westerling kapot had gemaakt door hem op een smerige manier te bekladden. Hij zei verder dat Westerling geen moordenaar was maar dat de echte moordenaars de Rode Jakhalzen in Den Haag waren geweest, die Nederlandse militairen met slechte wapens de rimboe in hadden gestuurd.
Toen er sprake van was, in 1995, dat koningin Beatrix en Poncke Princen elkaar zouden ontmoeten tijdens een staatsbezoek van de koningin aan Indië, schreef Ulrici een brief van protest aan minister J. Voorhoeve, waarin hij de minister verzocht een ontmoeting te voorkomen. Deze zegde alle voorzorgen toe om de koningin en de deserteur gescheiden te houden.

### Geen onderscheiding voor Westerling
Hoewel Westerling verschillende malen werd voorgedragen voor een onderscheiding, werd hem die niet verleend. In augustus 1948 vroeg zijn toenmalige adjudant Ulrici in een open brief aan Prins Bernhard aandacht voor het feit dat Westerling nog altijd geen onderscheiding had ontvangen, terwijl het "zo’n zeldzaam moedig, flink en knap commandant was". Prins Bernhard informeerde nog dezelfde maand bij de legercommandant Simon Spoor of Westerling al dan niet een onderscheiding zou worden verleend. Spoor liet de Prins weten dat hij zich zou inspannen voor een onderscheiding, maar hier voelde men echter in Den Haag niets voor. Op 16 november 1948 droeg Westerling het commando van zijn eenheid over aan luitenant-kolonel Van Beek.

## Uitspraken van Ulrici
- We waren hard, keihard. Dat is nogal logisch. Als je je jongens terugvindt met hun afgesneden lul in de mond, de benen afgezaagd, met de zaag er nog naast, en je krijgt de vent die dat geflikt heeft te pakken, dan ga je geen espresso met hem drinken. Dan heb je absoluut geen consideratie, geen pardon. En dat noemt men dan excessen.[2]
- Elke gewonde, Nederlands of Indisch, man, vrouw of kind, werd door ons meegenomen en naar een ziekenhuis gebracht. Altijd heb ik mijn troepen ingepeperd: er wordt niet gestolen of verkracht. Je gedraagt je correct. Want daarmee geef je een visitekaartje af.[2]
- Indië-veteranen zijn allesbehalve populair. Anderen wel. Zo is er een drager MWO die niet verder kwam dan trainen in veilig Engeland. Nadat hij bij een parachutesprong een been had gebroken, werd deze koene ridder nooit boven bezet gebied gedropt. Door goede contacten werd de MWO wel toegekend.[5]